# Kander (Suiza)
El río Kander es un río de Suiza que discurre por el Oberland bernés, en el cantón de Berna.

## Geografía
El río Kander nace en el glaciar Kanderfirn, en el macizo de Blüemlisalp, a unos 2.300 m de altitud. Su longitud es de 46 km y drena una cuenca de 1.126 km². En el curso superior fluye a través del valle de Gaster (Gasterntal). El valle del Kander (Kandertal), en sentido estricto, es el que corresponde con el tramo entre Kandersteg y Frutigen. A partir de Frutigen, pasada la confluencia con el río Engstlige, el valle pasa a llamarse valle de Frutig (Frutigtal). En Wimmis recibe las aguas del río Simme. En su último y corto tramo atraviesa un estrecho paso en Strättlighügel para alcanzar finalmente el lago de Thun, entre Gwatt (comuna de Thun) y Einigen (comuna de Spiez). Este paso fue abierto en 1714, cuando se desvió el curso del río. Anteriormente el Kander desembocaba directamente en el río Aar, más allá de la localidad de Thun.

## Etimología
El nombre Kander proviene de la palabra celta Kandara, que significa« el brillante», «el blanco».

## Afluentes
- Birggrabe (izquierda)
- Witefad Grabe (izquierda)
- Sackgrabe (izquierda)
- Leitibach (izquierda)
- Sillerengrabe (derecha)
- Fulbach (derecha)
- Balmhornbach (izquierda)
- Geltebach (izquierda)
- Schwarzbach (izquierda)
- Alpbach (izquierda)
- Allmegratbach (izquierda)
- Öschibach (derecha)
- Schattilauenebach (izquierda)
- Stägebach (derecha)
- Bunderbach (derecha)
- Engstlige (Entschlige) (izquierda)
- Gunggbach (izquierda)
- Schlumpach (izquierda)
- Chiene (derecha)
- Louwibach (izquierda)
- Richebach (derecha)
- Suld (derecha)
- Rossgrabe (izquierda)
- Chüegrabe (izquierda)
- Steinchenelgrabe (izquierda)
- Sidersgraben (izquierda)
- Stadelbach (derecha)
- Simme (izquierda)
- Glütschbach (izquierda)

## Accidente
La práctica del rafting en el Kander es peligrosa, como muestra el accidente sufrido en junio de 2008 por varios miembros del ejército suizo, cinco de los cuales perdieron la vida al volcar las balsas en las que intentaban descender el río.

## Imágenes del Kander

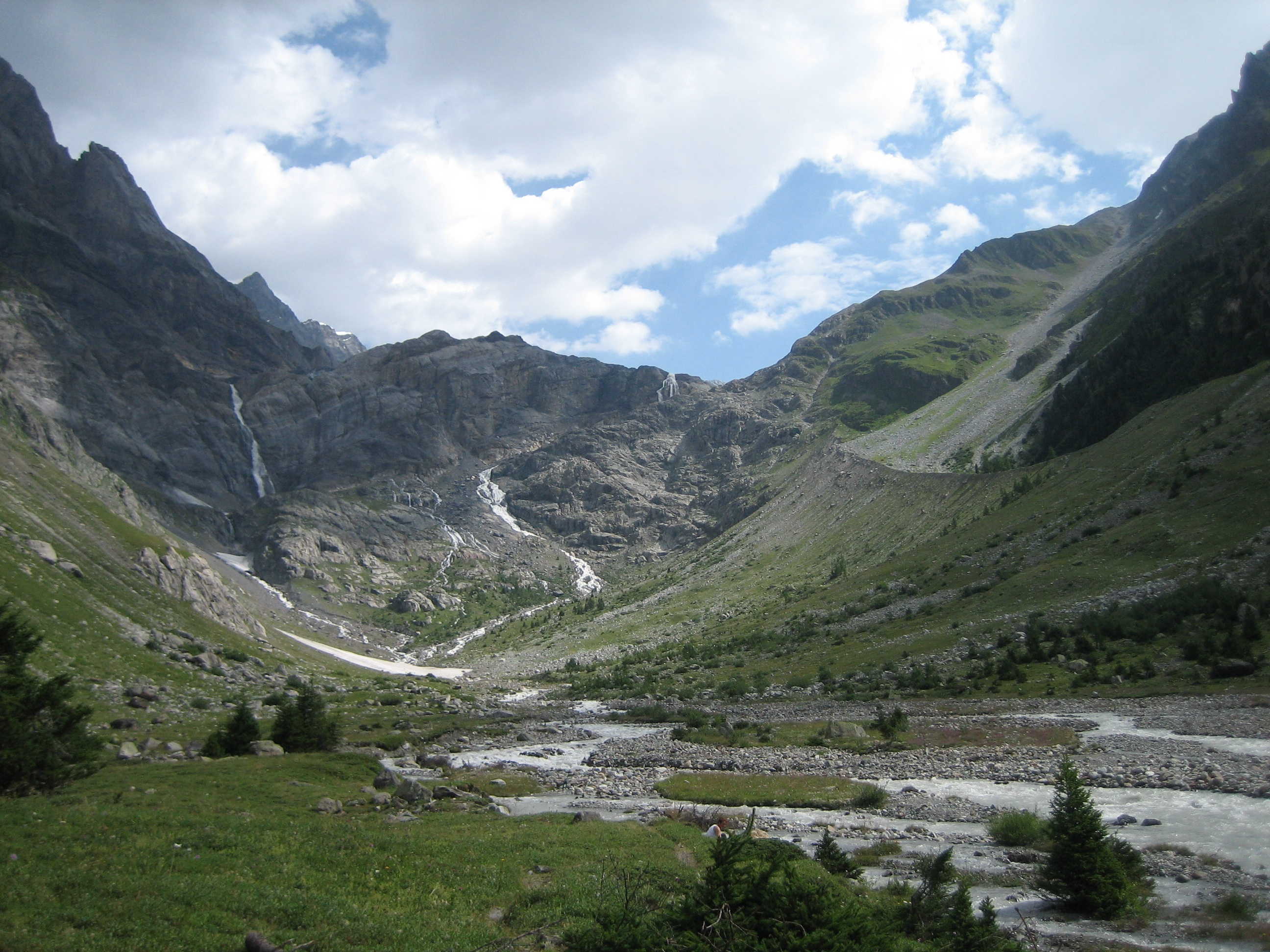
Cabecera del Kander en Gasterntal
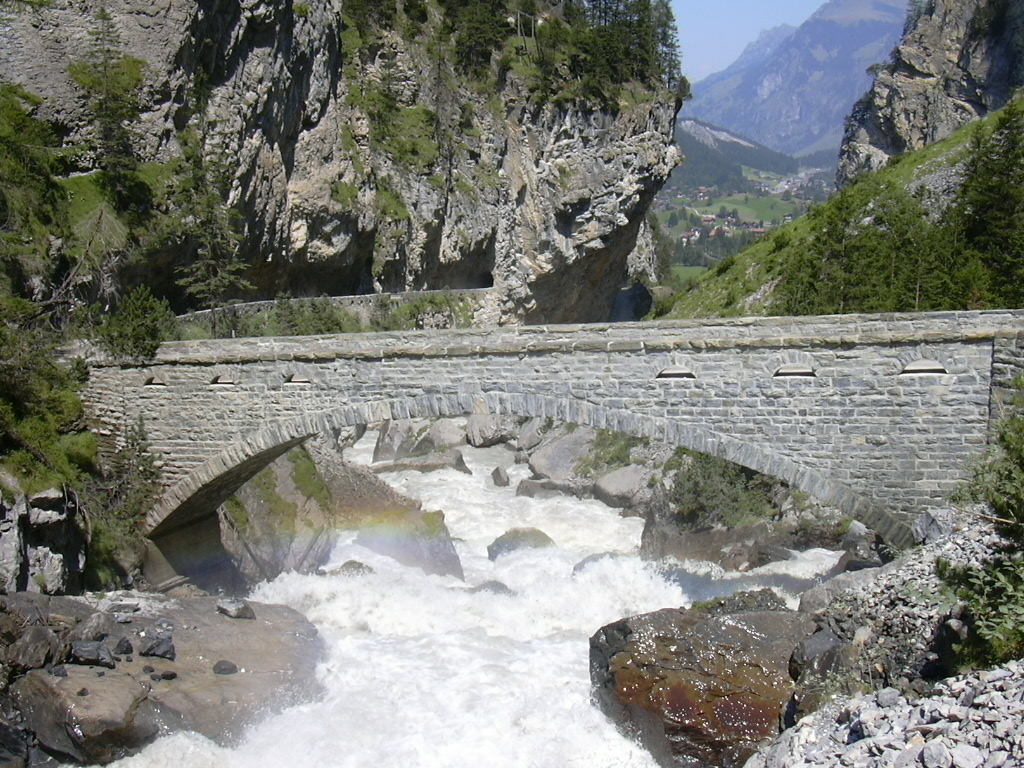
El Kander en la garganta de Gasterntal
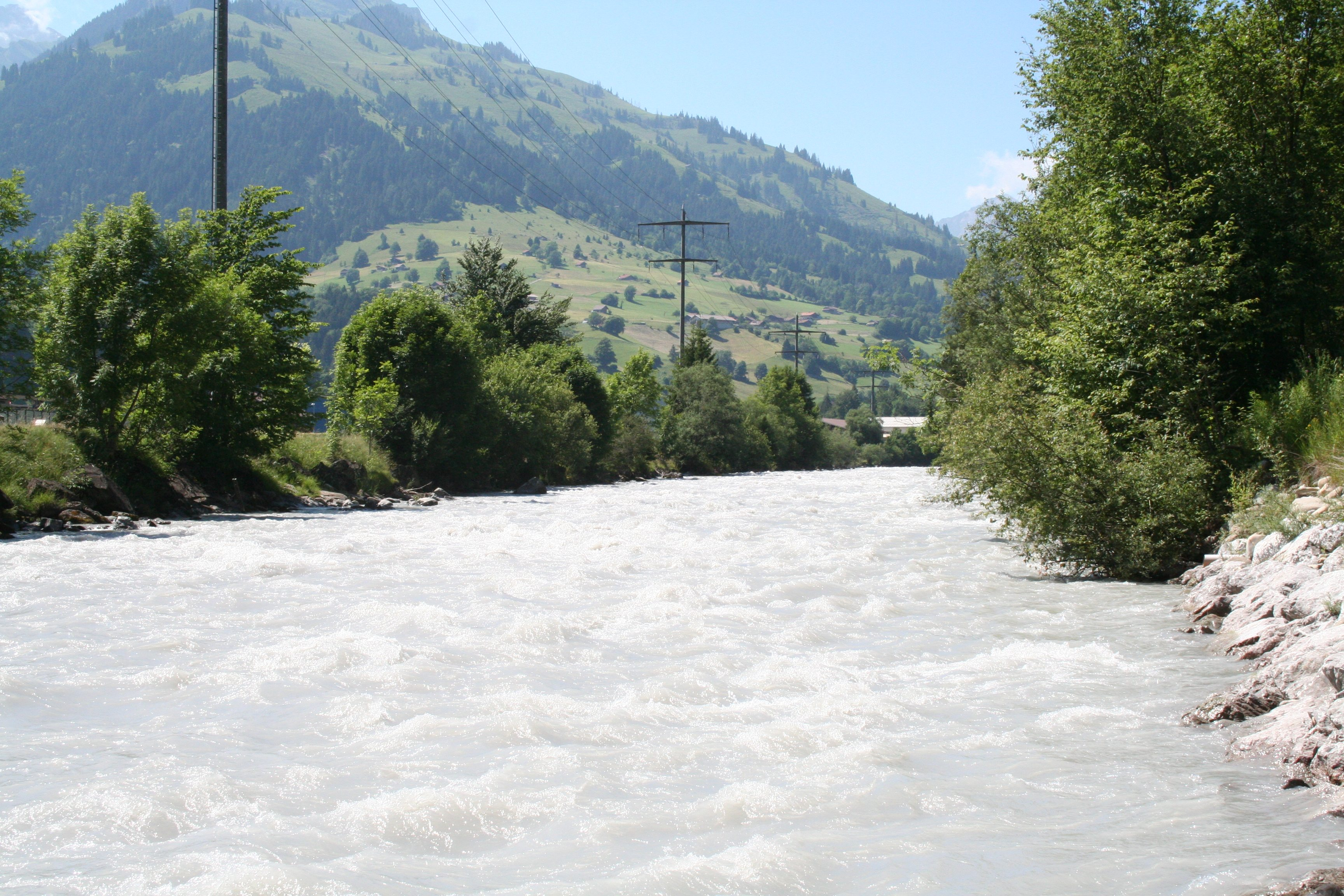
Cerca de Reichenbach

## Enlaces
- Wikimedia Commons alberga una categoría multimedia sobre Kander.